# Josep Maria Meléndez Fernández
Josep Maria Meléndez Fernández (Premià de Mar, 30 de novembre de 1938 - Mataró, 26 d'agost de 2002) va ser un jugador i entrenador de bàsquet català.
S'inicià en el món del bàsquet a les Escoles del Centre Parroquial de Sant Martí, al Clot, Barcelona. Va ingressar a les categories inferiors del FC Barcelona, on amb 18 anys es proclama campió juvenil d'Espanya, pujant a la primera plantilla culer i formant part del primer equip durant tres anys. A la tercera edició de la lliga espanyola, després de dues victòries del Reial Madrid, el Barcelona es reforça amb grans jugadors com José Luis Martínez, Alfonso Martínez, Jordi Bonareu o Joan Canals, i es proclama campió de lliga.
Després que Enric Llaudet desmantellés la secció de bàsquet del FC Barcelona, Meléndez es retira de la pràctica activa del bàsquet com a jugador, i inicia una carrera com a entrenador. Va ser assistent de l'Aismalíbar Montcada, del Mollet o del Joventut de Badalona. La seva cota més alta com a entrenador va ser dirigir el Joventut, amb el qual va guanyar una Copa del Rei al Reial Madrid. Durant la dècada dels setanta va ser entrenador de les categories inferiors de la Penya, sent campió d'Espanya en la categoria júnior. També va dirigir molts anys el CB Premià de Mar, ciutat en la qual residia, ascendint a l'equip del Maresme a Primera B.
Va morir el 26 d'agost de 2002 a l'edat de 62 anys, a causa d'un càncer, a l'Hospital de Mataró. En aquella època era entrenador de l'equip de veterans del Joventut.